# Mardin (település)
Mardin (kurd nyelven: Mêrdîn, szír nyelven: ܡܶܪܕܺܝܢ, arab/török nyelven: ,ماردين Mārdīn) város és Mardin tartomány fővárosa, ismert a régi város Artuqid (Artıklı vagy Artuklu török) építészetéről, a Tigris folyó mellett, egy sziklás dombon található, amely meredeken emelkedik a síkság fölé. 

## Története

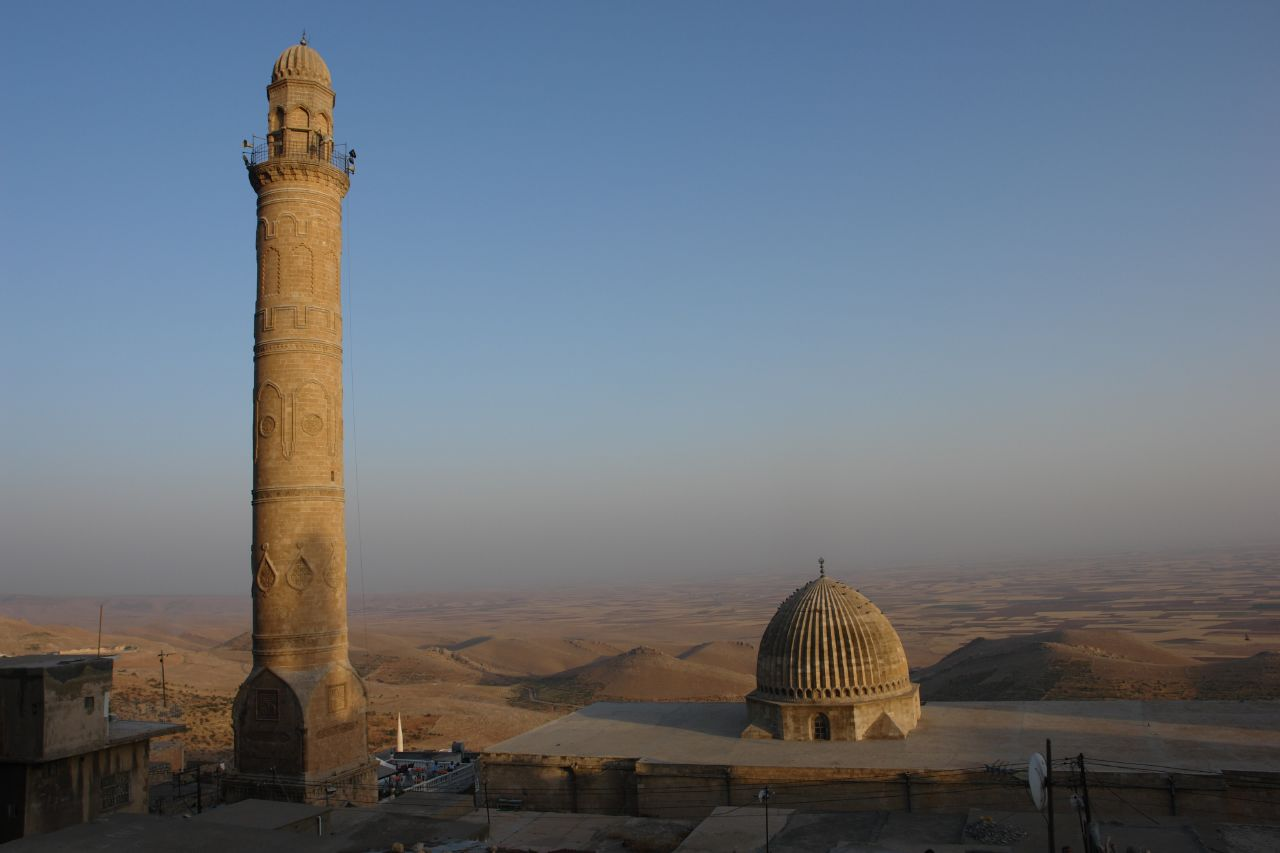
Minaret

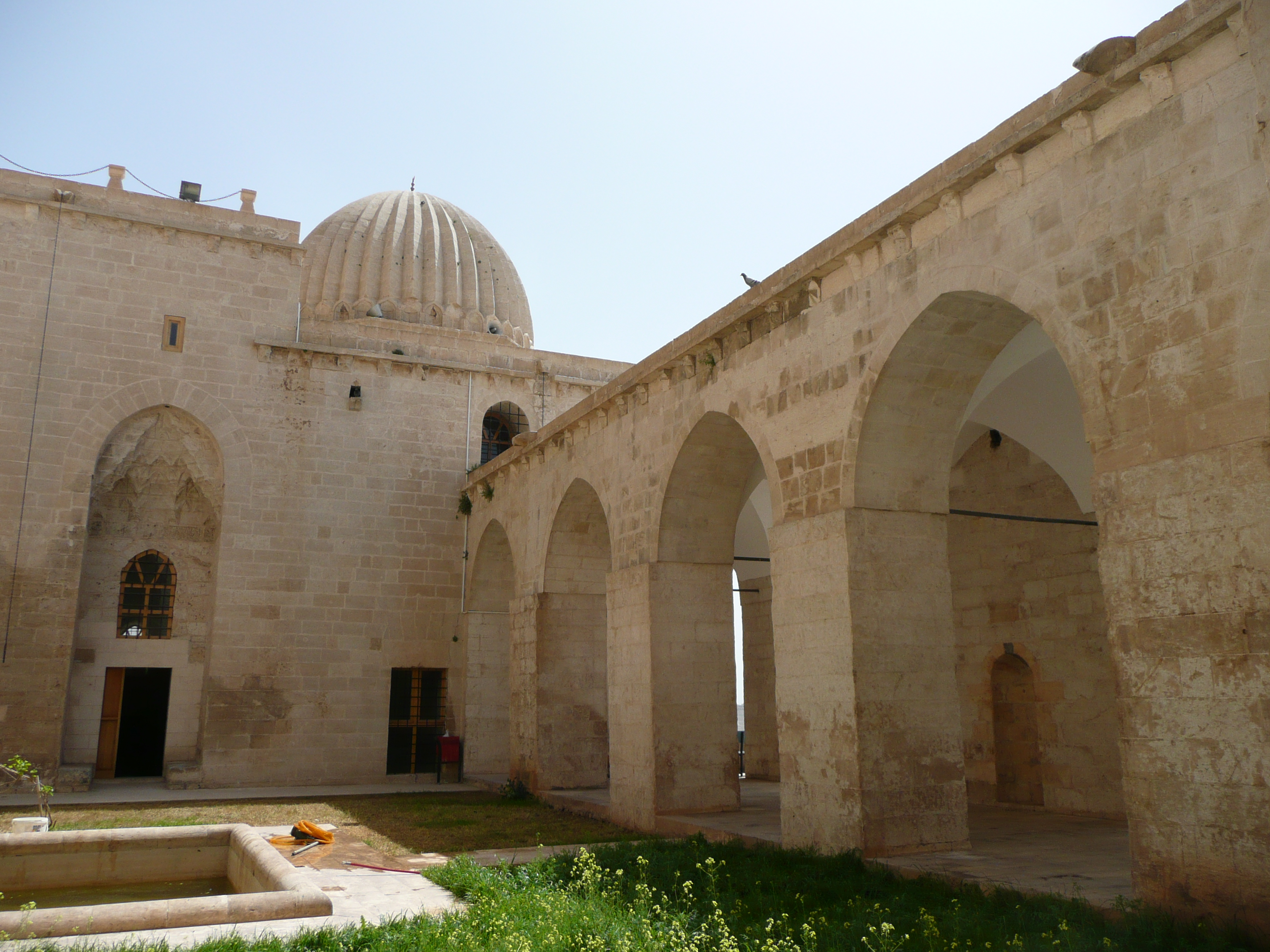

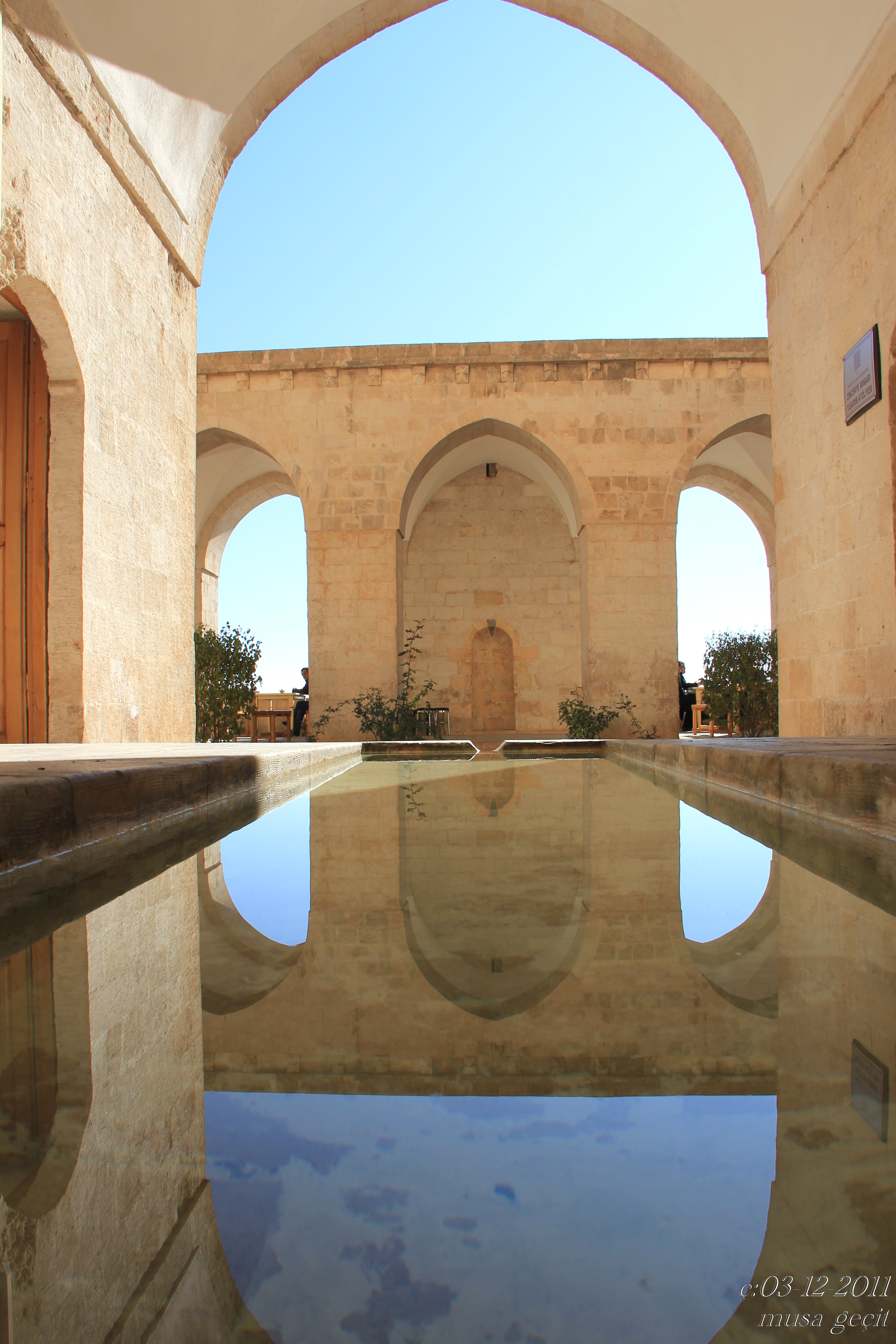
Tarihi Ketten

Mardin és Karaca Dağ területe a késő bronzkorban Izalla (KUR Azalzi, KUR Azalli, KUR Izalla) volt, mely eredetileg egy királyság része volt. Ősi Izalla neve perzsa perzsa nyelven a Behisztuni-feliraton is szerepelt.
Izala (Izla) túlélte az asszír keresztény időszakot, a korai IV. században itt állt Nisibis kolostora, amelyben ekkor hetven szerzetes lakott. 
Később a római korban a város Marida (Merida) néven volt ismert. Kr.e. 150. és 250. közötti rövid római uralom mellett, Assziria római tartománya volt és része Osroene neo-asszír királyságának. 
A III. Század végén az II . Shapur II. Mardin és Osroene Asszurisztán tartomány részévé vált. 
A város a középkorban az örmény apostoli, örmény katolikus, asszír és szíriai katolikus egyházak püspöki központjává vált, amely jelentős asszír és örmény népességeket tartott fenn, valamint 1034 és 1924 között a szíriai ortodox egyháznak a közeli Saffron kolostorban volt székhelye.
1451-ben Kara Koyunlu ostromolta meg Mardint. Később, 1507-ben, a Safavidok foglalták el a várost és erődjét. Néhány évvel később, 1515-ben, a város a törököké lett, akik a Safavid-dinasztia riválisai voltak, bár a kastély I. Ismail irányítása alatt maradt. Egy évvel később az Ottománok I. Selim vezetésével ostromolták meg a várost, végül 1517-ben birodalmukhoz csatolták. Ebben az időben Mardint egy kinevezett helyi kormányzó irányította.
A városnak az oszmán uralom alatt viszonylag nyugodt, jelentős konfliktusok nélküli időszaka volt. Ez a békeidő véget ért, amikor az oszmán birodalom az egyiptomi khediváttal ütközött. Ez idő alatt a város a Milli klánhoz tartozó felkelők hatálya alá került. 1847 és 1865 között a város népességét jelentős kolera- járvány tizedelte, a halálos áldozatok pontos száma nem ismert.
Az I. világháború alatt Mardin az örmény népirtás által érintett területek közé tartozott. Az első világháború előestéjén Mardin több mint 12 000 asszíriai és több mint 7500 örmény otthona volt. A kurdok és a mardini arabok tipikusan "fırman"-nek (kormányrendnek) nevezik ezeket az eseményeket, míg a Syriacs "seyfo" (kard). Mudros fegyverszünete után Mardin egyike volt azon török városoknak, melyeket a Szövetséges Hatalom csapatai nem foglaltak el. 1923-ban, a Török Köztársaság megalapításával Mardint a tartomány közigazgatási fővárosává tették.
2012-ben elfogadott törvény alapján Mardin nagyvárosi önkormányzat lett, amely a 2014-es török helyi választások után lépett hivatalba. 
Mardint történelmi építészete miatt gyakran szabadtéri múzeumnak tekintik. A legtöbb épületben olyan bézs színű mészkő-kőzetet használnak, amelyet évszázadok óta bányásztak a területen. Az egész várost az UNESCO a világörökség részét képezi az "Mardin kulturális táj" cím alatt.
A város a dél- anatóliai kereskedelmi útvonalak egyik fontos regionális kereskedelmi központja. 
A délre Szíria által határolt Mardin tartomány egy olyan mezőgazdasági terület, amelyen elsősorban búzát, árpát és szezámot termelnek. Angora kecskeféléket tartanak gyapjújukért, és van pamut- és gyapjúszövet-ipara is. A törökök mellett a tartománynak nagy arab és kurd népessége van.

## Templomok
- Deyrul Zafran kolostor

- Meryemana (Szűz Mária) templom - Szíriai katolikus templom , amelyet 1895-ben Patriarchális Egyházként építettek, mivel a szíriai katolikus nézet Mardinban volt, egészen az asszír népirtásig .
- Vörös (Surp Kevork) templom - Egy örmény apostoli egyház 2015-ben felújították
- Mor Yusuf (Surp Hovsep, Szent József) templom - Örmény katolikus egyház
- Mor Behnam (Kırk Şehitler) templom - Mor-Behnam és Mort Saro nevében épített szír ortodox egyház; 569-ből származik
- Mor Hirmiz-templom - Káldeai katolikus templom Mardinban Ez volt egykor a mardini kálde katolikus eparchia fővárosi katedrálisa.
- Mor Mihail templom - A szíriai Ortodox templom, amely Mardin déli szélén található.
- Mor Simuni templom - Szíriai Ortodox templom nagy udvarral.
- Mor Petrus és Pavlus (Szt. Péter és Pál) templom - egy 160 éves asszír protestáns egyház, a közelmúltban felújították.
- Mor Cercis templom
- A Deyrü'z-Zafaran kolostor vagy a Szent Ananiás kolostor 5 km-re délkeletre fekszik. A szír ortodox kolostort 493-ban alapították, és a világ egyik legrégebbi kolostora és a legnagyobb Dél-Törökországban, a Mor Gabriel kolostor mellett. 1160-tól 1932-ig a szíriai ortodox pátriárka székhelye volt, amíg a patriarchátus a szíriai fővárosba, Damaszkuszba nem költözött.

## Iszlám műemlékek
- Mardin Nagy Mecsetje
- Zinciriye Medrese
- Zinciriye Medrese
- Nagy múz (Ulu Camii) - amelyet a 12. században építettek az Artukid törökök, Qutb ad-din Ilghazi. Van egy bordázott kupola és egy minaret. Eredetileg két minaret volt, de a másik évszázadokkal ezelőtt összeomlott.
- Melik Mahmut mecset - épült a 14. században, és patrónusának Melik Mahmutnak sírját is tartalmazza. Nagy kapujáról ismert, amely bonyolult kőfaragással rendelkezik.
- Abdüllatif mecset (Latfiye mecset) - 1371-ben Artukid uralkodó Abdüllatif alatt épült. A minaretet Tamerlane hadserege pusztította el, és 1845-ben több száz évvel később az oszmán kormányzó, Gürcü Mehmet pasa építtette újjá.
- Şehidiye Medresse és a mecset - Artuk Aslan 1214-ben épült. Van egy bonyolult bordázott minaretje és egy szomszédos madrassa.
- Selsel-mecset
- Necmettin Gazi mecset
- Kasım Tuğmaner mecset
- Reyhaniye mecset - a második legnagyobb mecset Mardin Ulu Camii után. A 15. században épült, nagy udvarral és nyitott folyosóval rendelkezik, amely szökőkúttal rendelkezik.
- Hamidiye-mecset (Zebuni-mecset) - a 15. század előtt épült, védőszentje Şeyh Hamit Effendi.
- Süleymanpaşa mecset
- Secaattin és Mehmet mecset
- Hamza-i Kebir mecset
- Şeyh Abdülaziz mecset
- Kale mecset
- Zinciriye Medrese (Sultan Isa Medrese) - 1385-ben Najm ad-din Isa idején épült.
- Sitti Radviyye Medrese (Hatuniye Medrese) - a 12. században épült Sitti Radviyye, Najm ad-din Alpi felesége tiszteletére. Van egy olyan lábnyom, amelyről azt állítják, hogy ez Mohamed prófétáé.
- Kasımiye Medrese - az Artuqidák által indított és Aq Qoyunlu és Kasım szultán által befejezett építkezés. Van egy szomszédos mecset és egy dervisi kunyhó.

## Galéria

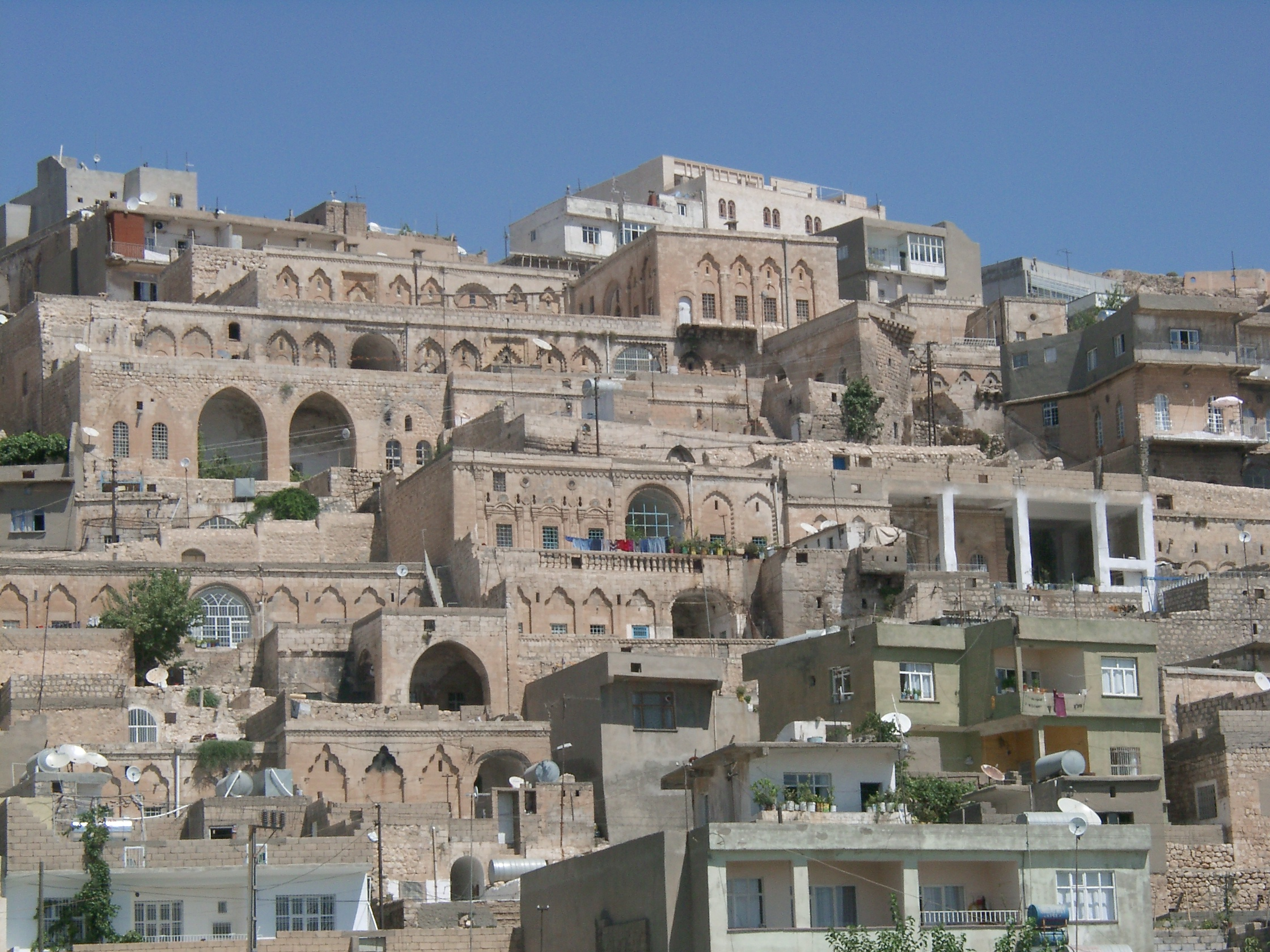
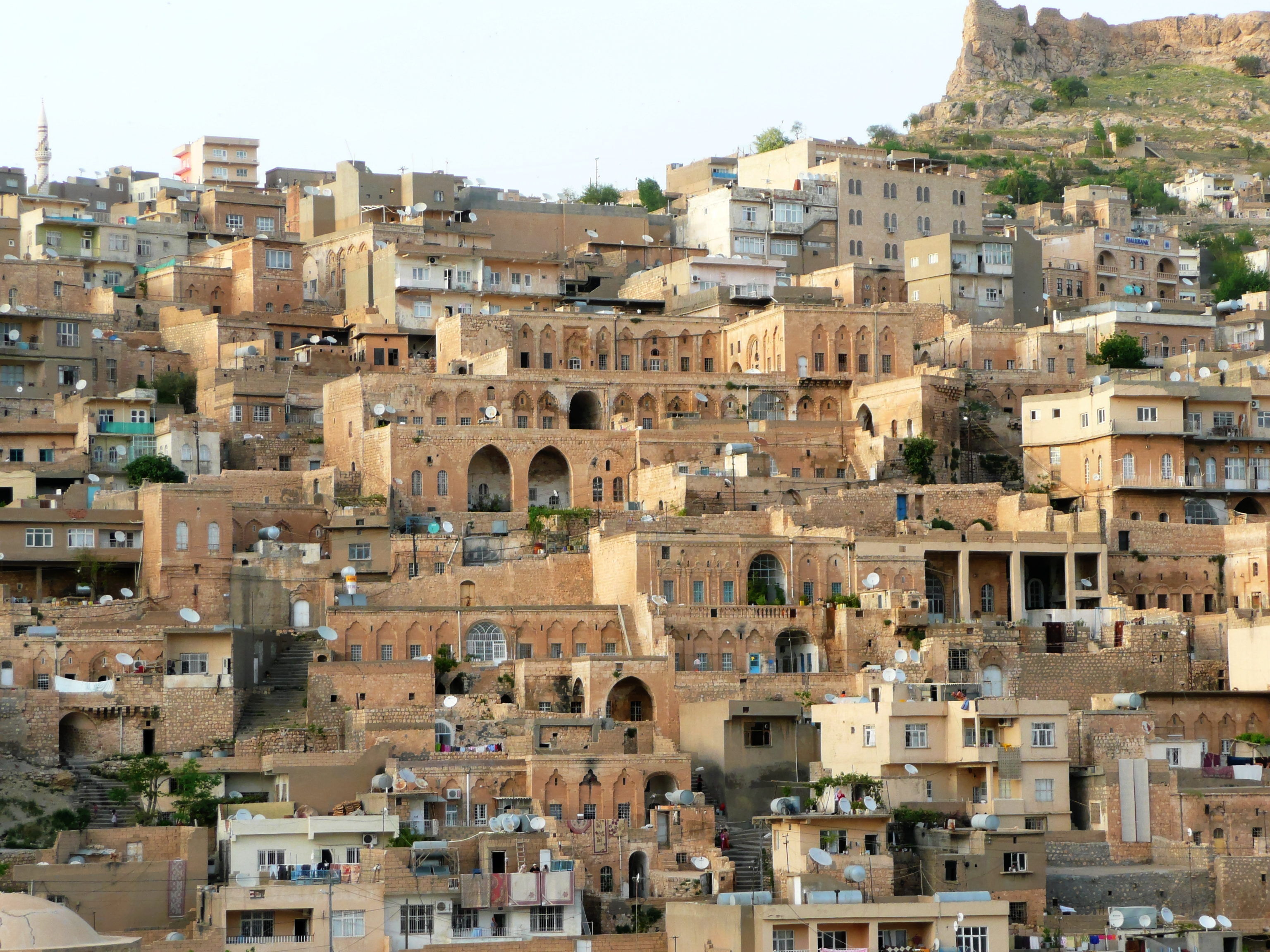
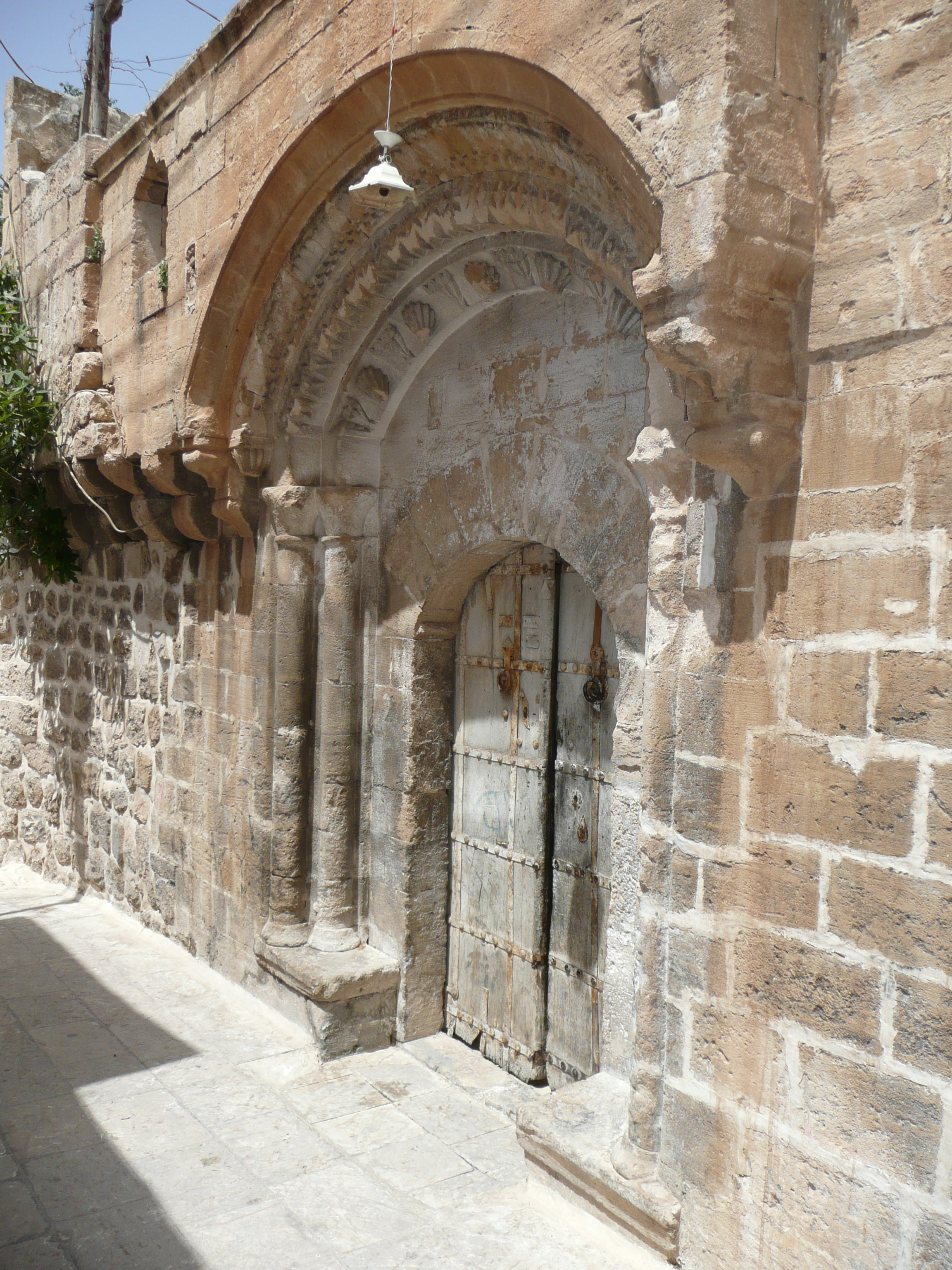
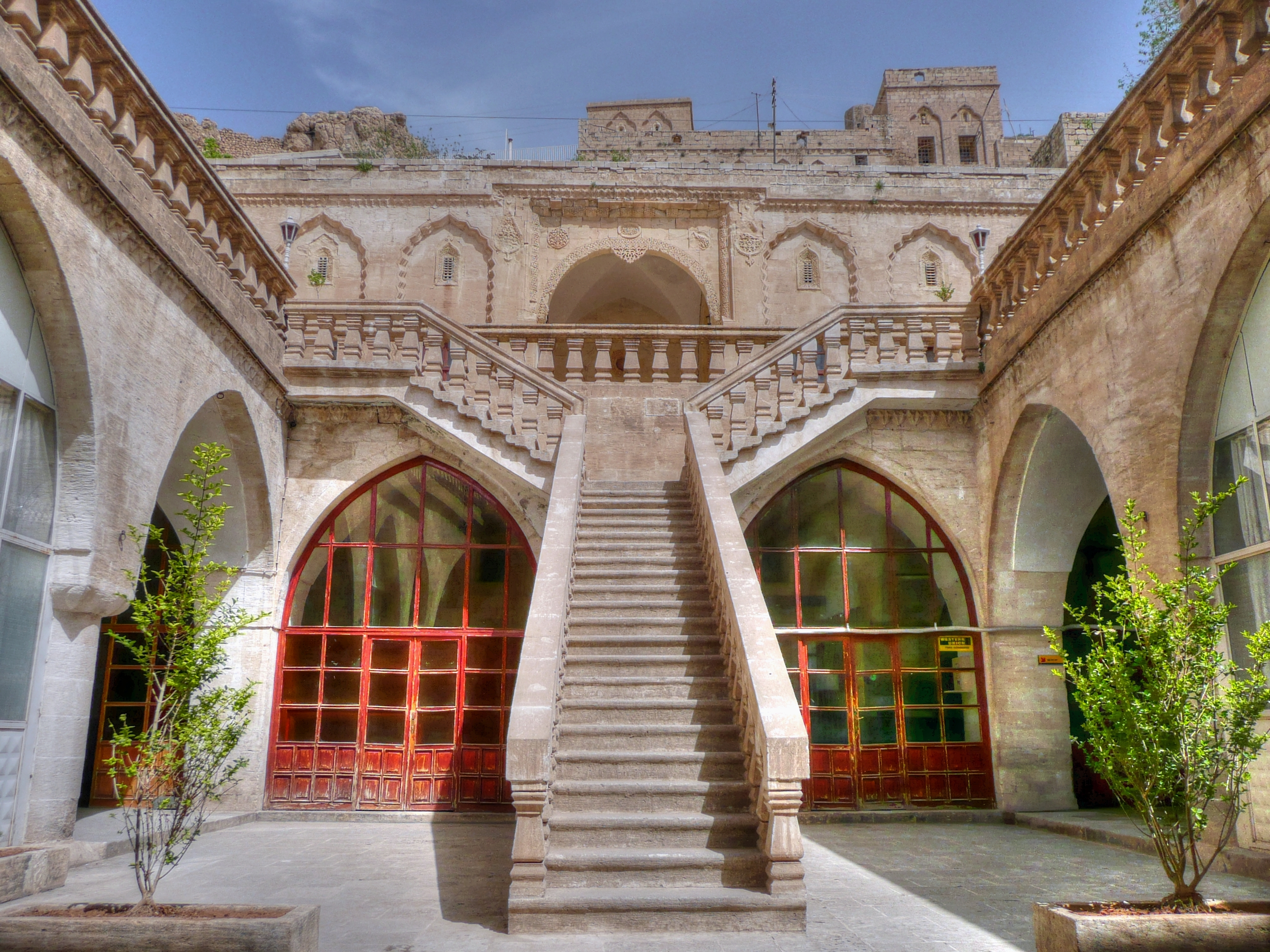
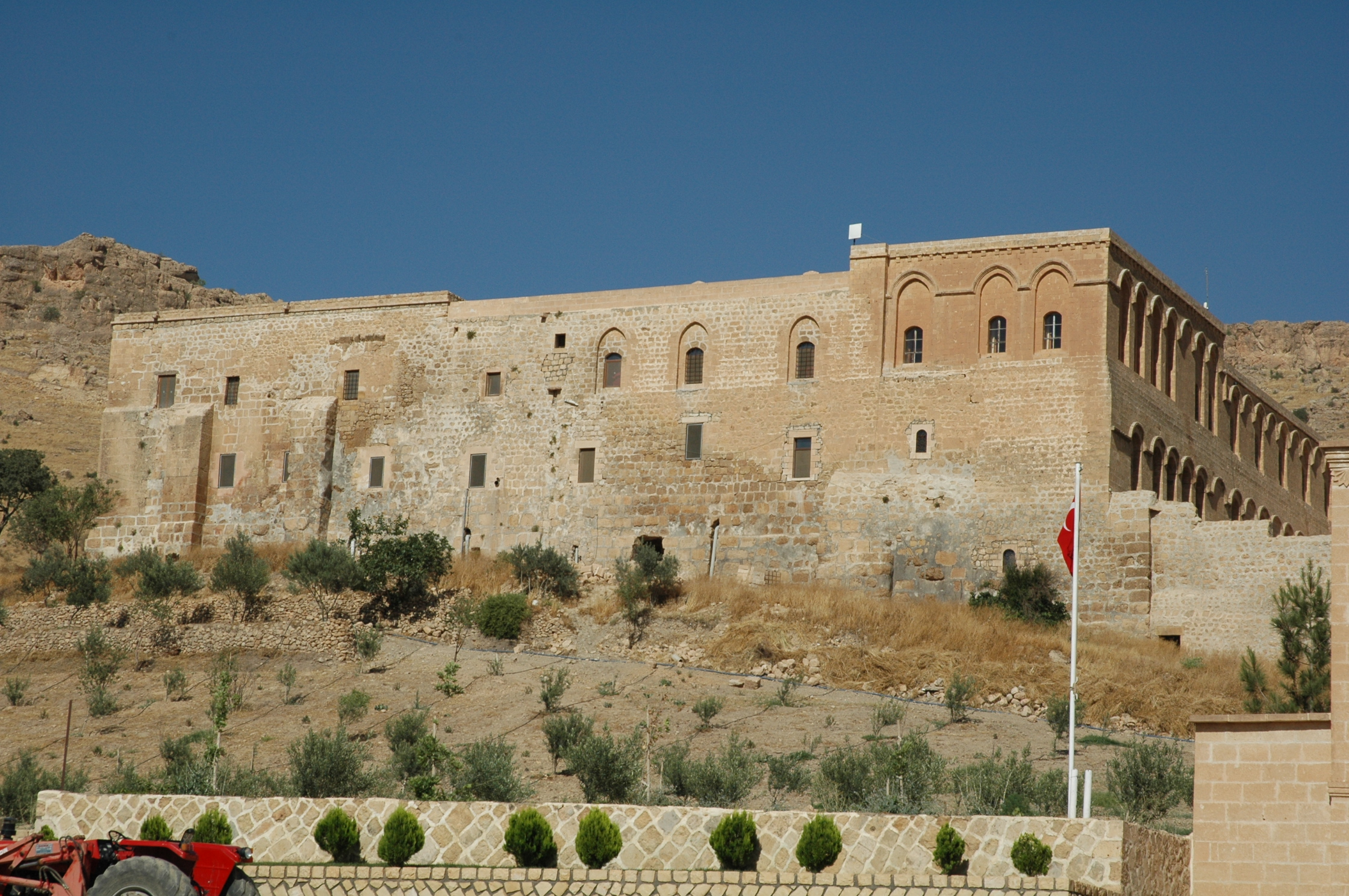
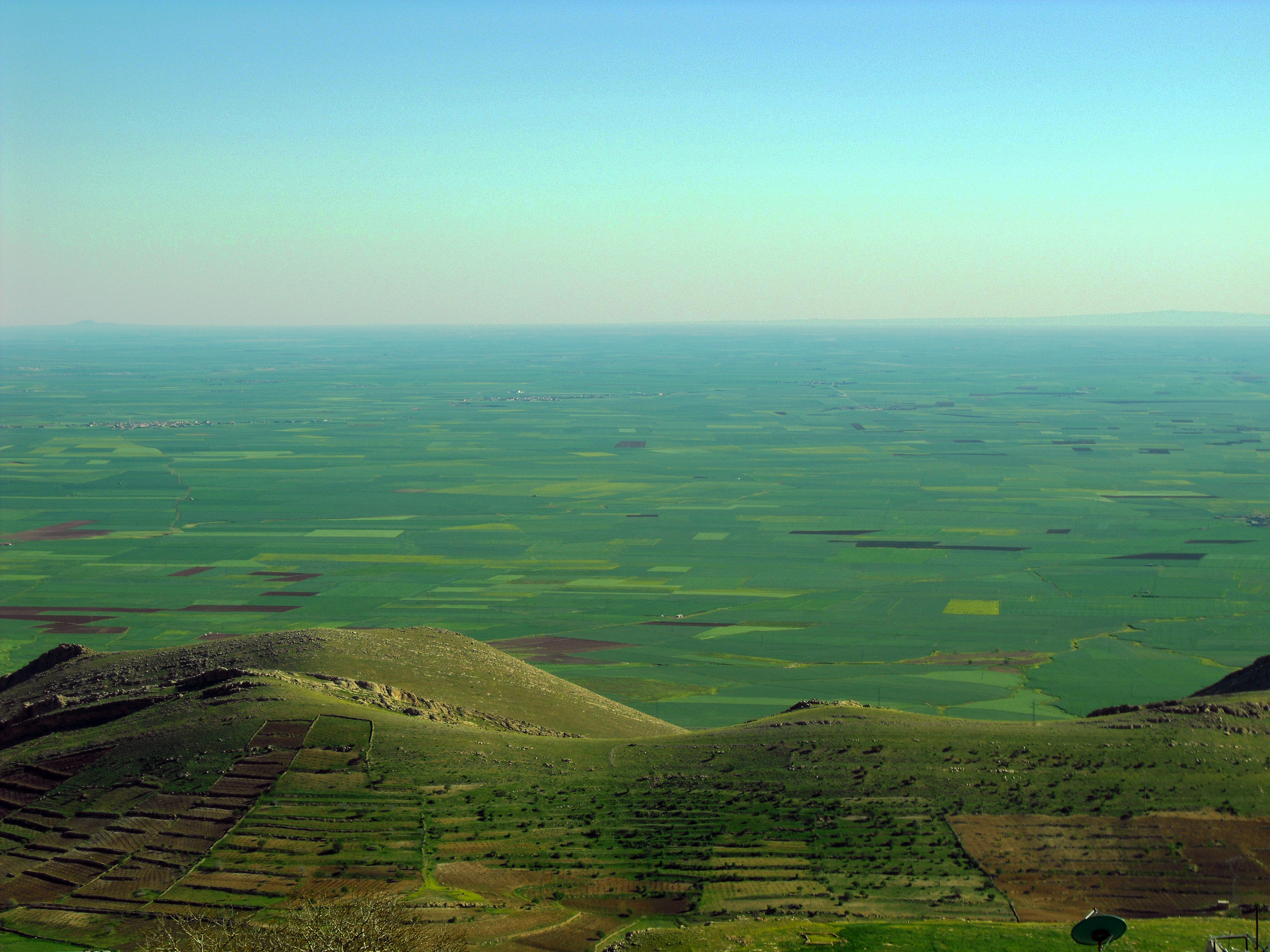